# Hind Khoudary
Hind Osama Al-Khoudary (en àrab: هند خضري) (Gaza, Estat de Palestina, 1995) és una periodista palestina establerta a la Franja de Gaza. Ha estat informant per Al Jazeera English des del 7 d'octubre de 2023.

## Vida primerenca
Khoudary va néixer a Usama i Marwa el-Khoudary, en una família amb vuit germans. Està llunyanament relacionada amb l'empresari Jawdat N. Khoudary, propietari del museu Al Mat'haf. Es va graduar a l'⁣American International School de Gaza el 2008.

## Carrera
Khoudary ha escrit per a Middle East Eye, Anadolu Agency, i +972 Magazine i ha treballat per a RT. Les seves publicacions a Twitter i Instagram han estat citades per The New York Times, NPR, i Utusan Malaysia.
El març de 2019, Khoudary va treballar per a Amnistia Internacional de manera autònoma, durant aquell temps va oferir imatges de les protestes de la Gran Marxa del Retorn. Va escriure una publicació a Facebook denunciant habitants de Gaza que parlaven amb activistes per la pau israelians a Zoom i etiquetà 3 funcionaris de Hamàs perquè els arrestessin i els torturessin. Khoudary llavors va informar per Al Jazeera English des del 7 d'octubre de 2023.

## Presència en línia

### Publicació de Facebook del 2020
El 2020, Khoudary va fer una publicació a Facebook sobre una trucada conjunta de Zoom entre palestins i israelians organitzada pel Comitè de Joventut de Gaza en què es van etiquetar funcionaris de Hamàs. Com a resultat, sis membres del grup, inclòs el fundador Rami Aman, van ser arrestats i acusats de "normalització". Khoudary va negar que tingués la intenció que els membres fossin arrestats quan va publicar sobre l'esdeveniment, i va dir que no donava suport a Hamàs, però també va dir que no s'oposava a la detenció d'Aman i que havia etiquetat els funcionaris "com a protesta contra les activitats de normalització". El portaveu del ministeri de l'Interior de Gaza, Iyad al-Bozm, també va fer una declaració dient que la publicació de Khoudary no havia informat Hamàs de l'esdeveniment.
En resposta a la publicació de Khoudary, Peter Bouckaert, un antic funcionari de Human Rights Watch, va retirar Khoudary d'un grup de periodisme de Facebook que va moderar.

### 2023-2024 Guerra Israel-Gaza
Khoudary ha publicat a Twitter i Instagram sobre la seva vida quotidiana, mostrant els crims de guerra israelians a la Franja de Gaza després del 7 d'octubre.
L'agost de 2024 Hind Al-Khoudary, juntament amb altres tres periodistes palestins Motaz Azaiza, Wael Al-Dahdouh i Bisan Owda, va ser nominada oficialment al Premi Nobel de la Pau 2024 pels seus reportatges des de Gaza, Palestina.

## Vida personal
Khoudary està casada.
Durant quatre anys de la pandèmia de la COVID-19 va viure a Turquia, però va tornar a Gaza l'agost de 2023.